# Jan (Sokołow, metropolita kijowski)
Jan, imię świeckie Iwan Aleksandrowicz Sokołow (ur. 20 grudnia 1876?/1 stycznia 1877 w Dmitrowie, zm. 29 marca 1968 w Kijowie) – rosyjski biskup prawosławny. W latach 1944–1968 egzarcha Ukrainy i drugi po patriarsze moskiewskim i całej Rusi hierarcha Patriarchatu Moskiewskiego.

## Życiorys
Był synem prawosławnego diakona, który zmarł jeszcze przed jego urodzeniem. W wieku dziesięciu lat stracił również matkę. Edukację na poziomie podstawowym odebrał w Monasterze Pierierwińskim, po czym wstąpił do seminarium duchownego w Moskwie. Po jego ukończeniu w 1897 został nauczycielem w szkole przy monasterze św. Mikołaja na Ugrieszy. Cztery lata później przyjął święcenia kapłańskie po uprzednim zawarciu związku małżeńskiego. Był katechetą w różnych gimnazjach w Moskwie. Równocześnie podjął studia archeologiczne i w 1912 uzyskał tytuł kandydata nauk w tej dziedzinie. W 1915 jego żona zmarła. W 1918 r. służył w cerkwi św. Jerzego, dawnej monasterskiej, na Bolszej Dmitrowce w Moskwie. Po rewolucji październikowej przez dwa lata pracował w komisji ds. ochrony zabytków kraju, równocześnie był zatrudniony w zakładach produkujących żywność. W 1919 został proboszczem jednej z cerkwi Moskwy i otrzymał godność protoprezbitera.
W 1928 złożył wieczyste śluby mnisze. 29 września tego samego roku został wyświęcony na biskupa kimrskiego, wikariusza eparchii kalinińskiej i kaszyńskiej (według innego źródła – oriechowo-zujewskiego, wikariusza eparchii moskiewskiej). Od 1931 był biskupem oriechowo-zujewskim, następnie od maja 1934 – podolskim, wikariuszem eparchii moskiewskiej. We wrześniu 1934 jego tytuł uległ zmianie na biskup jegoriewski, zaś w 1936 – biskup wołokołamski. W tym samym roku był kolejno locum tenens eparchii briańskiej, a następnie eparchii wołogodzkiej. W 1937 został biskupem archangielskim, w styczniu 1938 otrzymał godność arcybiskupią. W tym samym roku został aresztowany. Jego sprawa została umorzona, kiedy aresztowano i stracono szefa NKWD Nikołaja Jeżowa, a szereg już wszczętych śledztw przerwano. Zwolniony, zamieszkał pod Moskwą u krewnych, nie prowadząc już działalności duszpasterskiej.
październiku 1941, razem z locum tenens Patriarchatu Moskiewskiego metropolitą moskiewskim i kołomieńskim Sergiuszem i jego najbliższymi współpracownikami został ewakuowany do Uljanowska. W listopadzie tego samego roku został mianowany arcybiskupem uljanowskim, w 1942 przeniesiony na katedrę jarosławską i rostowską. W roku następnym uczestniczył w soborze biskupów Rosyjskiego Kościoła Prawosławnego, w czasie którego metropolita Sergiusz został wybrany na patriarchę moskiewskiego i całej Rusi.
12 lutego 1944 otrzymał godność metropolity. Został mianowany egzarchą Ukrainy z tytułem metropolity kijowskiego i halickiego; do 1961 (tj. do zamknięcia monasteru) był również honorowym przełożonym Ławry Peczerskiej. Kierował działaniami dążącymi do pełnej integracji struktur prawosławnych działających na Ukrainie z Patriarchatem Moskiewskim. W okresie prześladowań Rosyjskiego Kościoła Prawosławnego prowadzonych między rokiem 1959 a 1964 przez Nikitę Chruszczowa jedynie w Kijowie zlikwidowano 20 cerkwi, 2 monastery oraz seminarium duchowne. Metropolita Jan nie protestował przeciwko tym działaniom. Znana była jego niechęć wobec gruntownie wykształconych duchownych. W 1964 odszedł w stan spoczynku, nadal zamieszkiwał w Kijowie. Zmarł w 1968 i po ceremonii pogrzebowej w soborze św. Włodzimierza w Kijowie został pochowany na cmentarzu Bajkowa.
Za swoją działalność w okresie po agresji hitlerowskiej na ZSRR, gdy wzywał prawosławnych wiernych do wspierania wysiłku obronnego kraju, został odznaczony medalem „Za ofiarną pracę w Wielkiej Wojnie Ojczyźnianej 1941–1945. W 1964 otrzymał natomiast cerkiewny Order Świętego Włodzimierza I stopnia.